# Edelmiro Arévalo
Edelmiro Arévalo (1929. január 7. – 2008. január 3.) paraguayi labdarúgóhátvéd.
A paraguayi válogatott tagjaként részt vett az 1958-as labdarúgó-világbajnokságon.